# Баре (Рудо)
Баре су насељено мјесто у општини Рудо, Република Српска, БиХ. Према попису становништва из 1991. у насељу је живјело 47 становника.

## Становништво
| Националност       | 1991.     | 1981. | 1971. |
| Срби               |           |       |       |
| Муслимани          | 47 (100%) |       |       |
| Хрвати             |           |       |       |
| Југословени        |           |       |       |
| остали и непознато |           |       |       |
| Укупно             | 47        | '     | '     |

1. ↑  Муслимани се данас изјашњавају као Бошњаци.